# Alan Tatayev
Alan Dzhemalovich Tatayev (tiếng Nga: Алан Джемалович Татаев; sinh ngày 3 tháng 8 năm 1995) là một cầu thủ bóng đá người Nga thi đấu cho FC Kolomna.

## Sự nghiệp câu lạc bộ
Anh có màn ra mắt tại Giải bóng đá chuyên nghiệp quốc gia Nga cho FC Kolomna vào ngày 9 tháng 4 năm 2017 trong trận đấu với FC Tekstilshchik Ivanovo.